# 伊拉涅塔
伊拉涅塔（西班牙語：Irañeta）是西班牙纳瓦拉的一个市镇。总面积8平方公里，总人口155人（2001年），人口密度19人/平方公里。